# HD 68601
HD 68601 är en dubbelstjärna belägen i den södra delen av stjärnbilden Akterskeppet. Den har en skenbar magnitud av ca 4,75 och är svagt synlig för blotta ögat där ljusföroreningar ej förekommer. Baserat på parallaxmätning inom Hipparcosuppdraget på ca 0,8 mas, beräknas den befinna sig på ett avstånd på ca 4 200 ljusår (ca 1 300 parsek) från solen. Den rör sig bort från solen med en heliocentrisk radialhastighet på ca 19 km/s.

## Egenskaper
Primärstjärnan HD 68601 A är en vit till blå superjättestjärna av spektralklass A7 Ib Den har en massa som är ca 1,6 solmassor, en radie som är ca 75 solradier och har ca 16 300 gånger solens utstrålning av energi från dess fotosfär vid en genomsnittlig effektiv temperatur av ca 7 200 K.
Följeslagaren HD 68601 B är en stjärna av magnitud 9,81, som ligger separerad med 26,4 bågsekunder från primärstjärnan.